# Barna (heraldika)

Barna szín Magyarcsanád címerében

Névváltozatok: bárna (Nagy Iván VII. 283.), faszínű (Nagy Iván IX. 472.), fakó (Nagy Iván IV. 450.), fahéj színű (Nagy
Iván V. 270.), fahéj szin (Nagy Iván III. 147.), barna hamvas farkas (Nagy Iván VI. 409.), hajszín (Apor 103.)
fuscus, hammonium, leucophaeus, ravidus, baeticus, subniger, hispanus color: braun (M. nyelvtört. 182.)
de: Braun

Rövidítések:
A barna antiheraldikus szín a címertanban. A holt heraldika korában jelent meg. Használata
egyrészt valószínűleg a sötétvörös színárnyalat helytelen értelmezésének, másrészt később az állatok,
tárgyak, növények (pl. a medve, a késnyelek, a fatörzsek stb.) természetes ábrázolásmódjának az
eredménye. Többféle barna árnyalat is van, a világostól a sötétig, melyeknek külön neveik vannak, mint a földszín, az
okker stb.
A barna később a heraldikai színek közé került és a 19. században külön vonalkázást vezettek be a
jelölésére. Bizonyos esetekben a címerleírásban fölösleges a barna használata, mert a
természetes szín megjelölés is elégséges. Főleg kiegészítő címerrészeknél szerepel, mint a természetes színű
pajzstartó medvék és az emberi test színezése. Néha mesteralakok és a címermező színeként is előfordul, mint például a
karmelita rend címerében, ahol a rendi habitus barna volt. Ezért a rend régi címerében a pajzsot tagoló éket
is barnára színezték. Keresztes Szent János, a rend reformátorának kérésére az ék csúcsára keresztet helyeztek, ami
kiegészítésekkel ma is a rend címere. Egyes leírásokban a Jeszenszky család címerének mezője barna színű és Nagy Iván
szerint a Jurkovics család 1739-es címerében barna oroszlán van, valamint a Chernovich család
címerének lovasa "fahéj színű" csizmát visel.